# クエレブレ
クエレブレ（el Cuélebre）は、スペイン・アストゥリアス地方では「竜」という意味の語であり、後に固有名詞にもなった。

## 伝承
この竜は主に森や地下洞窟や源泉に住んでいるという。その体は、弾丸すらはじき飛ばすほど堅い鱗に覆われ、飛ぶことのできる羽を持つ。
アストゥリアス地方のメスタス・デ・コンには「クエレブレの洞窟」と呼ばれる3つの洞窟があるという。また、カラビアにあるフォンドリルの泉 (Fondril) では、クエレブレの鳴き声が聞こえるという。
強暴なクエレブレばかりとは限らない。金髪をもつ水の妖精・シャナの面倒をみている竜もいるという。
アストゥリアス州クディリェーロブラーニャセカ洞窟 (Brañaseca) のクエレブレには、家畜を食べられないように村人がとうもろこしやライ麦のパンを与えていたという。時には針を大量に入れたパンや、パンではなく高温に熱した石を与え、これを食べたクエレブレが死ぬこともあったという。焼けた石を飲んだものが海に逃げて体を冷やして助かった例もあるとされる。